# 167018 Csontoscsaba
A 167018 Csontoscsaba (2003 QS29) a Naprendszer kisbolygóövében található aszteroida. Piszkéstetőn fedezték fel 2003. augusztus 23-án.